# Mesene bomilcar
Mesene bomilcar is een vlindersoort uit de familie van de prachtvlinders (Riodinidae), onderfamilie Riodininae.
Mesene bomilcar werd in 1790 beschreven door Stoll.